# Какадур
Какадур (осет. Хъахъхъæдур) — село в Пригородном районе республики Северная Осетия. Входит в состав Даргавского сельского поселения.

## Географическое положение
Расположено в южной части Даргавсской котловины вблизи левого берега реки Мидаграбиндон, к юго-западу от села Даргавс. Расстояние до Владикавказа составляет 64 км. 

## История
Какадур упоминается у Вахушти как одно из больших и застроенных каменными башнями селений.
В селении проживали фамилии: Алборовы, Амбаловы, Асламурзаевы, Бежаевы, Гадзаловы, Гунаевы, Дзантиевы, Дзебоевы, Дреевы, Дудиевы, Карсановы, Кулиевы, Кумалаговы, Саламовы, Уртаевы, Цоколаевы.

## Достопримечательности

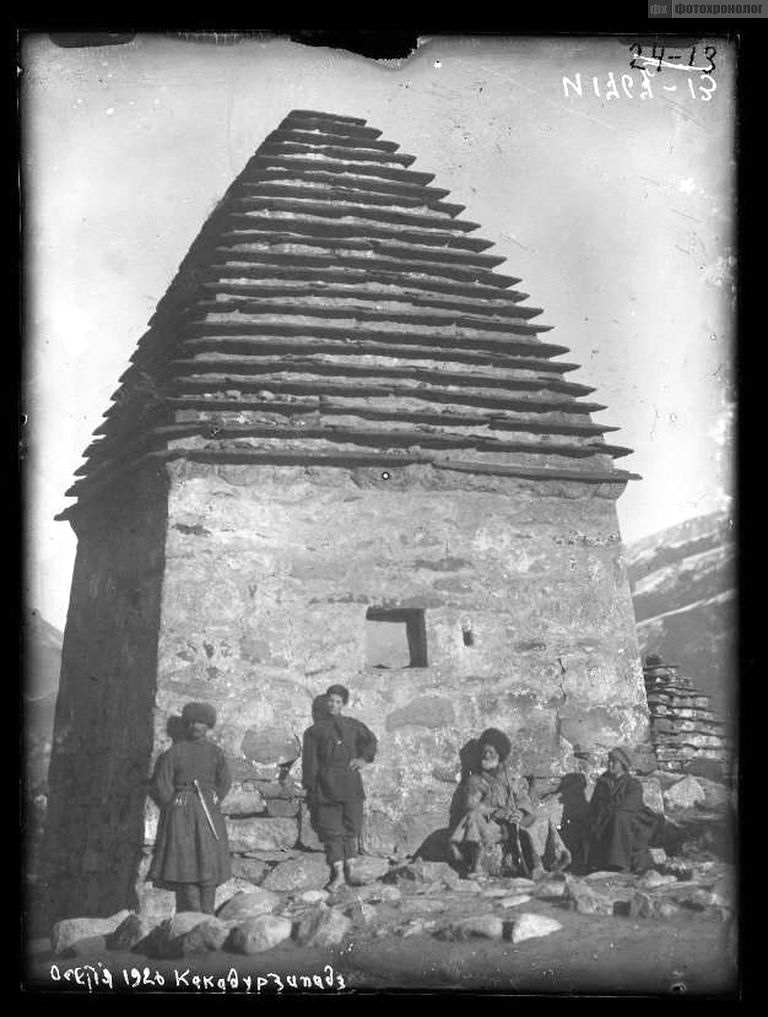
Погребальная башня среди жилого селения (1926)

### Культовые сооружения
На северной окраине могильника расположено святилище Уастырджи-дзуар, на западной — церковь св. Ильи, построенная в 1840 году.
Святилище Уастырджи (осет. Уастырджийы дзуар), представляет собой каменное столпообразное сооружение высотою с человеческий рост; во всех стенах устроены ниши для жертвоприношений. Дзуар побелен и обнесен оградой.
Церковь святого Ильи, представляет собой однонефное здание, сохранившееся в полуразрушенном виде.

### Погребальные сооружения
Небольшой склеповый могильник, насчитывающий 15 усыпальниц, представленных сооружениями разных типов, расположен на северо-западной окраине селения.
В их число входят:
1. склепы наземные, четырехскатные (3)
2. склепы наземные, двухскатные (4)
3. склепы полуподземные: а) с арочным оформлением фасадной стены (3), б) с гладкой фасадной стеной (5)

Вдоль дороги Какадур—Фазикау прослеживаются каменные ящики с выступающими наружу плитами. Часть этих погребений была обследована в 1925 году Л. П. Семеновым.

## Население
| 2002 | 2010 | 2021 |
| ---- | ---- | ---- |
| 14   | →14  | ↗15  |